# チャールズ・ドーソン
チャールズ・ドーソン（Charles Dawson、1864年7月11日 - 1916年8月10日）は、イギリスのアマチュア考古学者。1912年に発表したピルトダウン人（Eoanthropus dawsoni）など後に詐欺であると判明する多くの考古学的および古生物学的発見を主張した。
3人兄弟の長男であったドーソンは、小さいころにランカシャーのプレストンからサセックスのヘイスティングスへ引っ越した。初めは父を継いで弁護士として勉強しており、化石の収集と研究を趣味として追究していた。
一見重要とも思える化石を多く発見した。これらの中には、それ以前は知られていなかった哺乳類の種でのちにドーソンにちなみ Plagiaulax dawsoni と命名されたものの歯や新たな恐竜3種（そのうち1種はIguanodon dawsoniと命名された）、新たな形の化石植物（Salaginella dawsoni）がある。大英博物館よりHonorary Collectorの称号が授与された。これらの重要な発見によりロンドン地質学会のフェローに選出され、新たな発見をした数年後の1895年にロンドン考古協会に選出された。1916年サセックスのルイスで敗血症により早逝した。

## 疑惑の発見

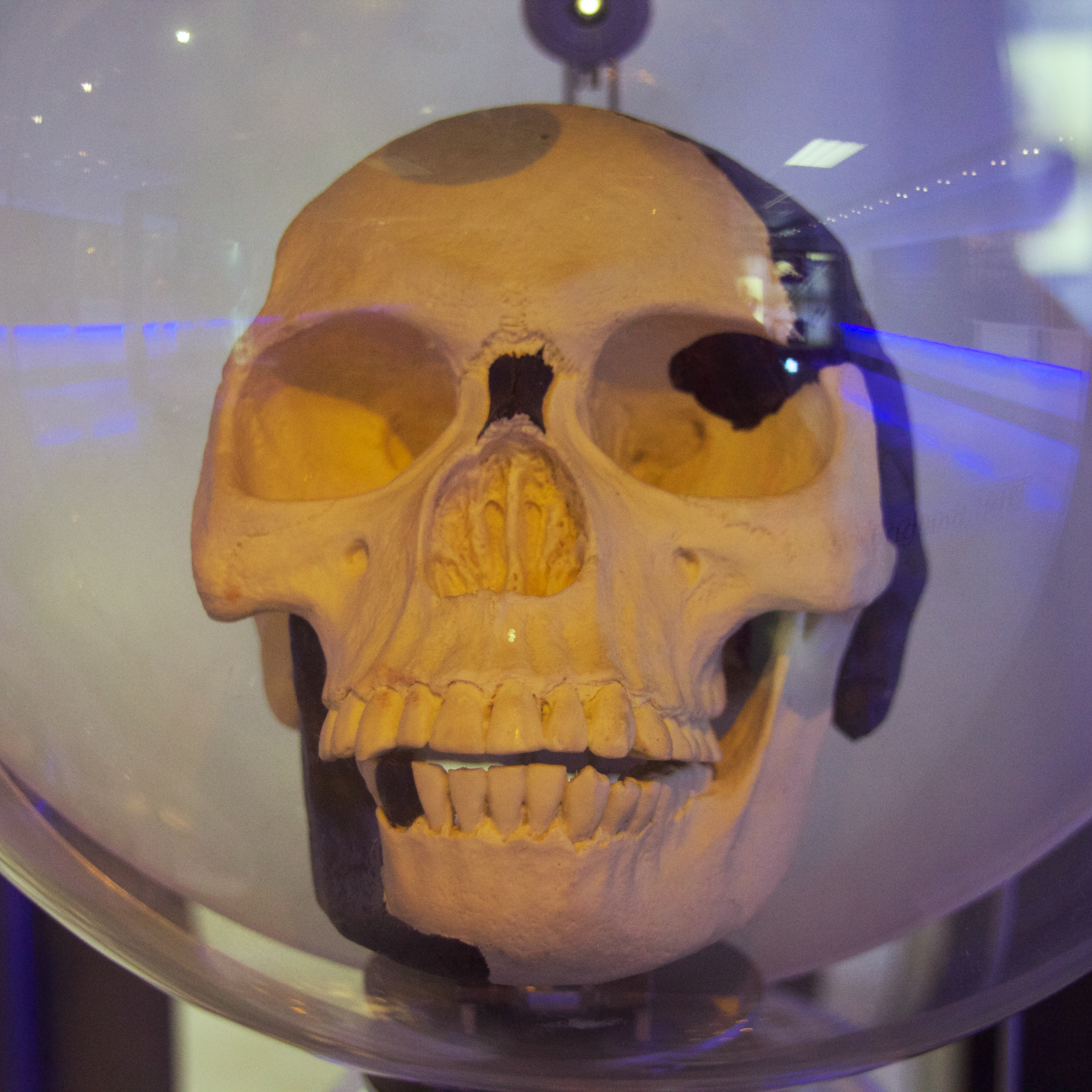
ピルトダウン人の頭蓋骨のレプリカ

1889年、イギリスで設立された最初の自主的な博物館友人グループの1つであるHastings and St Leonards Museum Associationを共同で創設した。ドーソンは人工遺物や文書の取得を担当する博物館委員会の委員として自主的に働いた。彼の考古学に対する興味は大きくなり、また、彼は目覚ましい発見ができるという超人的なわざを持っており、The Sussex Daily Newsは彼を"Wizard of Sussex"（サセックスの魔法使い）と名づけた。
1893年、ドーソンはチチェスター近くのLavantで先史時代、ローマ時代、中世の人工遺物が多くある奇妙な燧石鉱山を調査し、ヘイスティングス城下の2つのトンネルの奥深くまで調べた。同年、大英博物館にBeauport Parkで見つかった人造でその時代には特異の鉄で鋳られたローマ時代の像を贈った。この後には奇妙な形の柄付きの新石器時代の石斧や保存状態のよい古代の木造の舟など発見が相次いだ。

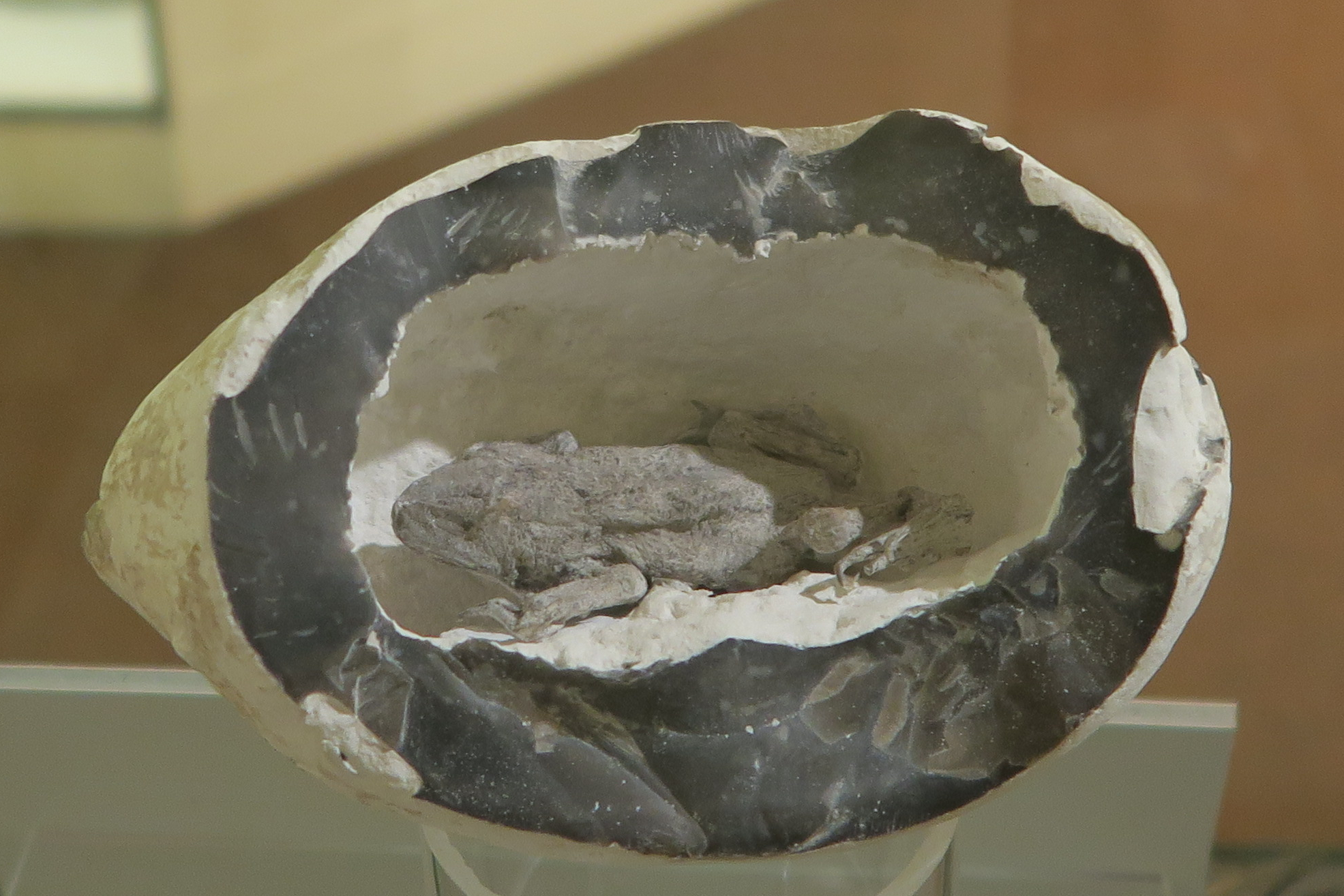
ドーソンはLewes採石場の作業員により発見されたと主張していた穴の中のヒキガエル

古代の採石場を研究し、バイユーのタペストリーを再分析し、1909年にヘイスティング城の研究を作り出しこれは当時最も信頼性のあるものとされた。後にサセックスでPevensey城でイギリスのローマ人による占領の最終段階の偽の証拠を見つけた。ドーソンは自然界の普通ではない要素を調査し、燧石団塊の中で石化したヒキガエルを提示し、イースト・サセックスのヒースフィールドで大量の天然ガスが供給されているのを発見し、イギリス海峡の大ウミヘビを報告し、新種のヒトを観察し、奇妙な金魚とコイの雑種を発見した。ロンドンへのツェッペリン攻撃に対する抑止力として燐光弾丸の実験をしていたという報告まであった。
多くの発見が認められ、1895年にロンドン考古学会のフェローに選出された。31歳のとき、大学の学位なしでF.G.S., F.S.Aとなった。最も有名な発見は、1912年になされヒトと他の大型類人猿との間のミッシングリンクとして主張されたピルトダウン人の発見である。
ドーソンはナイトを受けようとしなかったが、他の多くの者はピルトダウンの「発見」はそれに値するものと考えていた。また、王立協会にも選出されていない。1916年に亡くなった後、ピルトダウンでそれ以上の発見がなされることはなかった。
ピルトダウン人発見についての疑問は当初からArthur Keithによってだけでなくアメリカやヨーロッパの古生物学者や解剖学者によっても提議されていた。この化石の弁護はロンドン自然史博物館のアーサー・スミス・ウッドワードにより率いられた。議論はときに毒々しくなり、発見に異を唱える人々への反応はしばしば個人的に悪態っぽくなった。ピルトダウン人への異議は1920年代に再度提議されたが、再び退けられた。

### 死後の分析
1949年、ピルトダウン人とその信憑性についてさらなる疑問が投げかけられ、1953年にピルトダウン人がデマであるという最終的な証明につながった。それ以来ドーソンの他の発見物の多くも偽造され埋められたものであることが示されている。
2003年、Bournemouth UniversityのMiles Russellがドーソンの古物コレクションの調査結果を発表し、少なくとも38の標本が明らかな偽物であることが結論付けられた。Russellはドーソンの全ての学歴が「虚偽、巧妙さ、詐欺、ペテンにより構築されたものであり、最終的に得たものは国際的な認知である」と指摘している。
2016年、イギリスの研究者のチームはDNA研究を使用してピルトダウン人の起源に対して追加の証拠を提供した。彼らはドーソンは1人で行動した可能性が高く、虚偽を実行するのに十分な科学的知識を持った加害者の疑惑のあるグループの中で唯一の人物であると結論付けた。

## 関連文献
- Kendall, Martha (1970–1980). "Dawson, Charles". Dictionary of Scientific Biography. Vol. 3. New York: Charles Scribner's Sons. pp. 606–607. ISBN 978-0-684-10114-9。